# Courcelles-de-Touraine
Courcelles-de-Touraine é uma comuna francesa na região administrativa do Centro, no departamento Indre-et-Loire. Estende-se por uma área de 24,83 km². Em 2010 a comuna tinha 504 habitantes (densidade: 20,3 hab./km²).